# We Are the Champions
„We Are the Champions“ je skladba, která poprvé vyšla v roce 1977 na albu News of the World od britské skupiny Queen. Žánrově je skladba zařazená v hard rocku a heavy metalu do subžánru, který se nazývá power ballad. Skladba patří mezi nejznámější songy skupiny a je dodnes používaná jako hymnus pro uvádění vítězů sportovních, ale i společenských soutěží.
V britských žebříčcích se skladba umístila na 2. příčce, v americkém Billboard Hot 100 je singl na 4. místě.
Hudebním základem je klavírní part Freddie Mercuryho, který je podbarven rytmikou nahranou Rogerem Taylorem (bicí) a Johnem Deaconem (basová kytara). Kytara Briana Maye je spíš v pozadí harmonizovaná hlavně v závěrečném refrénu.
Druhou, v tomto případě také A stranou singlu, na kterém byla tato skladba vydaná, je další populární song s názvem „We Will Rock You“. Tyto dvě krátké skladby byly na koncertech i v rozhlasu často hrávány v jednom celku.

## Některé covery a remixy
- Producent Rick Rubin vyrobil remix (spolu s „We Will Rock You“) pro vydavatelství Hollywood Records. (Samply z remixu se nacházejí ve skladbě „Funky Drummer“ od Jamese Browna)
- Scatman John nahrál cover verzi skladby „Invisible Man“.
- Hudební seskupení Era má cover verzi skladby ve svém repertoáru.
- Roger Taylor a Brian May nahráli We Are the Champions se zpěvákem Robbie Williamsem pro soundtrack k filmu A Knight's Tale.
- Na koncertu Live 8 v roce 2005 s touto skladbou vystoupili Green Day.
- V roce 2020 skupina Queen + Adam Lambert vydala remake písně jako singl pod názvem You Are the Champions (viz sekce You Are the Champions).

### You Are the Champions
Dne 1. května 2020 skupina Queen + Adam Lambert vydala singl „You Are the Champions“, remake originální písně s mírně upraveným textem, který věnovala všem zdravotníkům v první linii, kteří bojovali s pandemií covidu-19.